# Богдан Мусьол
Богдан Мусьоль (пол. Bogdan Musiol; нар. 25 липня 1957, Свентохловиці, Польща) — східно-німецький бобслеїст польського походження, розганяючий. Виступав за збірні НДР та Німеччини з кінця 1970-х — до початку 1990-х років.
Брав участь в п'яти зимових Олімпійських іграх у 1980, 1984, 1988, 1992 та 1994 роках. Переможець турніру в Лейк-Плесіді. Триразовий чемпіон світу, дворазовий чемпіон Європи.